# Palazzo Poggi
Palazzo Poggi è situato in via Zamboni 33 a Bologna ed ospita la sede centrale dell'Università di Bologna nonché il rettorato della stessa.

## Storia

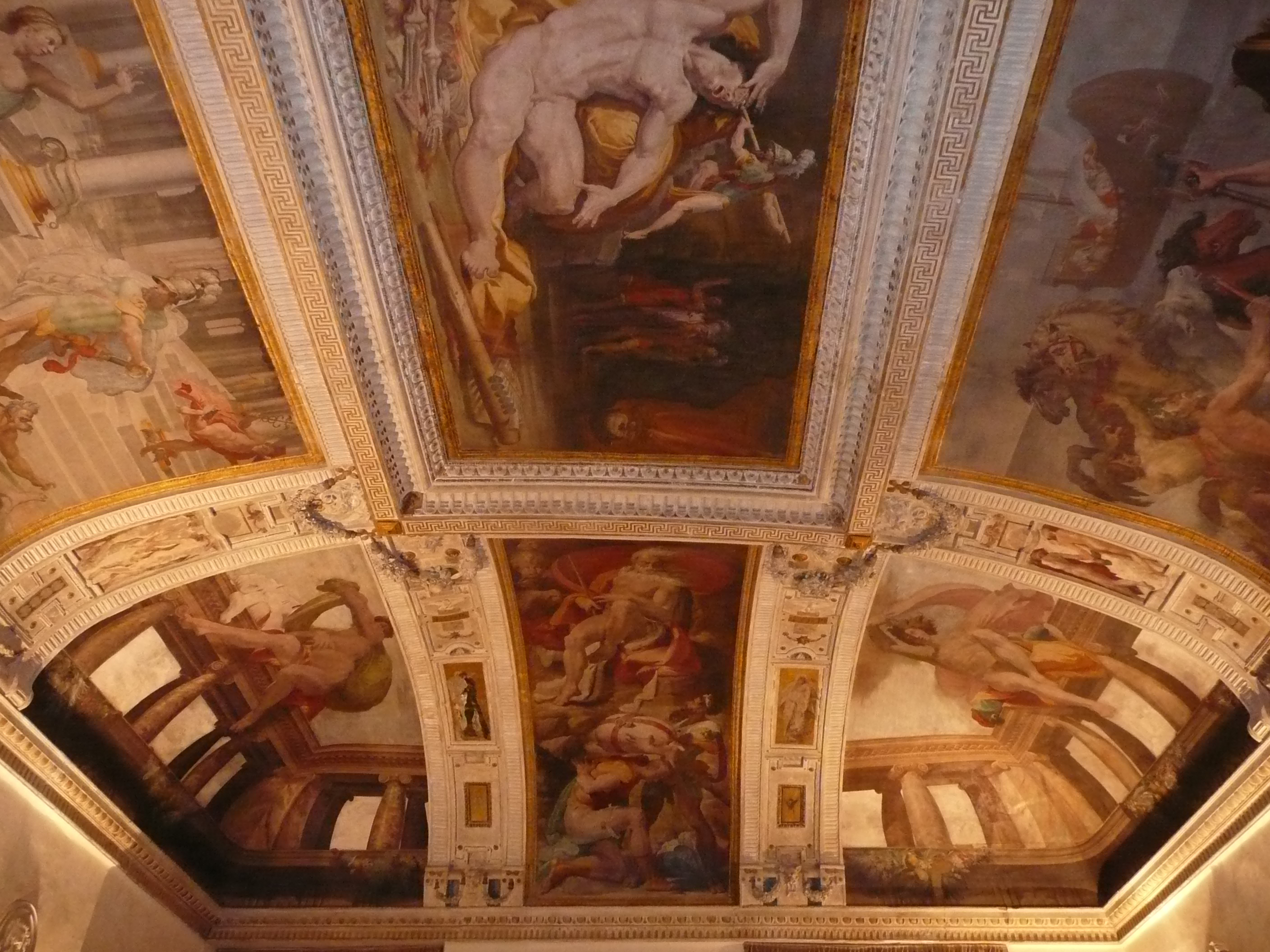
Storie di Ulisse, Pellegrino Tibaldi

Eretto tra il 1549 e il 1560, fu la sontuosa abitazione di Alessandro Poggi e del fratello cardinale Giovanni Poggi. All'interno è decorato con gli affreschi di Pellegrino Tibaldi, il quale secondo alcuni fu il progettista del Palazzo (secondo altri fu Bartolomeo Triachini). Al pianterreno un'aula è stata dedicata al poeta Giosuè Carducci, l'"Aula Carducci" in cui il poeta tenne lezioni di lingua e letteratura italiana per 40 anni, e sempre a piano terra è situata la "Sala dell'Ercole" in cui è presente la statua dell'eroe mitologico scolpita da Angelo Piò nel 1730.
Nel Settecento fu aggiunta al Palazzo la monumentale "Aula Magna", ovvero la biblioteca originale dell'Istituto delle Scienze, la prima biblioteca pubblica di Bologna, aperta nel 1756. Tra il 1712 e 1725 fu innalzata la Torre della Specola quando il Palazzo divenne sede dell'Istituto di Scienze e della collegata Accademia delle scienze dell'Istituto di Bologna. Dentro il Palazzo sono inoltre presenti numerosi musei universitari (Museo di palazzo Poggi, Museo della Specola, Museo Europeo degli Studenti), il rettorato, la Biblioteca universitaria di Bologna e la "Quadreria" con oltre 600 pregevoli ritratti, la cui raccolta fu iniziata nel 1754.